# 神奈川県立横浜南陵高等学校
神奈川県立横浜南陵高等学校（かながわけんりつ よこはまなんりょうこうとうがっこう）は、神奈川県横浜市港南区に所在する公立の高等学校。

## 設置学科
- 普通科

## 概要
神奈川県立横浜日野高等学校と神奈川県立野庭高等学校の2校の再編統合により、2003年（平成15年）4月、「新しいタイプの高校-専門コース設置校（健康福祉コース）」の一つである、全日制課程･普通科の「横浜南陵高等学校」として開校した。健康福祉棟という設備を設置し、現在も活用されている。
2017年（平成29年）より「健康福祉コース」の募集を停止したが、総合学習・関連選択授業・課外活動など、その成果を学校全体の特色とする「全日制課程･普通科」の高校へと改編。その他、特色的なことを挙げると、設備面では、全HR教室に強光量特殊プロジェクター設置予定済である。生徒面では、高校生活のスタートを円滑にするため、1年の担任は1クラス2名体制で、2・3年では各クラス専属の副担任がいる。
部活動面では、社会福祉部が連続で全国高等学校総合文化祭全国大会に進出。秋に鳥取県で行われている高校生手話パフォーマンス甲子園にも4回進出し､令和3(2021)年､全国第三位になった。福祉イベントなどにも出演している。運動部では男子ハンドボール部（6年連続14回関東大会出場)・野球部(2019年夏県ベスト32位)・バドミントン部・ボウリング部・弓道部(インターハイ団体決勝トーナメント出場)などが成果をあげている。進路面では、国立大学の合格者も出している。周辺には当校を含めて３つの学校等があり、日野中央公園を含めて閑静な文教地区を形成している。

## 沿革
- 2003年（平成15年）4月 - 神奈川県立横浜日野高等学校と神奈川県立野庭高等学校が統合して、神奈川県立横浜南陵高等学校として開校。
- 2014年（平成26年） - 人権教育研究推進事業人権教育研究指定校となる。（2015年まで）[1]
- 2017年（平成29年）4月 - 健康福祉コースの生徒募集を停止し、コース制を解消。
- 2020年（令和2年）4月 - 2学期制から3学期制の移行。

### 前身
神奈川県立横浜日野高等学校
- 1965年（昭和40年）1月 - 創立

神奈川県立野庭高等学校
- 1975年（昭和50年）- 創立 全日制普通科校
- 所在地:神奈川県横浜市港南区野庭町1660

- 神奈川県立野庭高等学校吹奏楽部
同校吹奏楽部は、吹奏楽コンクールの関東大会や その上位大会である全国大会の常連として広く知られた。
中澤忠雄が同吹奏楽部を指揮・指導して強豪に育て上げた実話をモチーフにしたドラマ『仰げば尊し』が2016年に放送され[2]、正門のシーン等一部に同校跡地が使用されている。

| 年             | 回数   | 課題曲                                             | 自由曲 | 結果 |
| -------------- | ------ | -------------------------------------------------- | --- | ---- |
| 1983(昭和58)年 | 第31回 | C : カドリーユ （後藤洋）                          | アルメニアン・ダンス・パートI （アルフレッド・リード）                                                                 | 金賞 |
| 1984(昭和59)年 | 第32回 | D : マーチ・オーパス・ワン （浦田健次郎）          | 「ハムレット」への音楽 より プロローグ、俳優たちの入場、 エルシノア城とクローディアス王の宮中 （アルフレッド・リード） | 金賞 |
| 1986(昭和61)年 | 第34回 | D : コンサート・マーチ「テイク・オフ」（建部知弘） | オセロ （アルフレッド・リード）                                                                                        | 金賞 |
| 1988(昭和63)年 | 第36回 | D : カーニバルのマーチ （杉本幸一）                | 序曲《春の猟犬》 （アルフレッド・リード）                                                                              | 金賞 |
| 1992(平成4)年  | 第40回 | A : ネレイデス （田中賢）                          | バレエ音楽《アパラチアの春》 （コープランド／森田一浩編曲）                                                            | 銀賞 |
| 1993(平成5)年  | 第41回 | IV : マーチ・エイプリル・メイ （矢部政男）         | ハンガリー民謡〈くじゃく〉による変奏曲 （コダーイ／森田一浩編曲）                                                      | 金賞 |
| 1994(平成6)年  | 第42回 | I : ベリーを摘んだらダンスにしよう （間宮芳生）    | 吹奏楽のためのファンタジー （夏田鐘甲）                                                                                | 銀賞 |
| 1995(平成7)年  | 第43回 | IV : アップル・マーチ （野村正憲）                 | バレエ組曲《シバの女王ベルキス》 より I.ソロモンの夢 IV.狂宴の踊り (レスピーギ／小長谷宗一編曲）                       | 金賞 |

## 部活動
- 運動部
  - アメリカンフットボール、弓道、剣道、サッカー、水泳、ソフトテニス、テニス、バスケットボール、バドミントン、バレーボール、ハンドボール、ボウリング、モダンダンス、卓球同好会
- 文化部
  - 軽音楽、コーラス、コンピュータ科学、茶道、社会福祉、吹奏楽、生物、箏曲、美術、放送、ホームメイキング、漫画研究、写真部

## 交通
出典 : 
| 乗車駅            | 系統                              | 下車停留所                     | 運行事業者 |
| ----------------- | --------------------------------- | ------------------------------ | ---------- |
| JR根岸線 洋光台駅 | 111・112                          | 「洋光台北口」、徒歩5分        | ■横浜市営  |
| JR根岸線 港南台駅 | 64                                | 「日野中央公園入口」、徒歩10分 | ■横浜市営  |
| 京急本線上大岡駅  | 2・293                            | 「日野中央公園入口」、徒歩10分 | ■横浜市営  |
| 京急本線上大岡駅  | 139・船05・上06・船20・上32・港61 | 「日野中央公園入口」、徒歩10分 | ■神奈中    |
| 京急本線上大岡駅  | 船05・A21・A15                    | 「日野中央公園入口」、徒歩10分 | ■江ノ電    |

徒歩
- JR根岸線洋光台駅より徒歩20分

## 関連書籍
- 『ブラバン・キッズ・ラプソディー-神奈川県立野庭高等学校吹奏楽部の10年』作：石川たか子（1991年10月、四海書房） ISBN 4-915629-32-5
  - 【改題】『ブラバン・キッズ・ラプソディー-野庭高校吹奏楽部と中澤忠雄の挑戦』作：石川高子（2009年3月、三五館）
- 『ブラバンキッズ・オデッセイ 野庭高校吹奏楽部と中澤忠雄の仕事』作：石川高子（2007年4月、リトル・ドッグ・プレス ）ISBN 978-4-901846-77-6
  - 【改題】『ブラバンキッズ・オデッセイ 野庭サウンドの伝説と永遠のきずな』作：石川高子（2009年4月、三五館）

## 出身者
- 加瀬部駿介（フレンチぶる） - お笑いタレント ※統合によって本校が開校した年の入学。
- ゆーびーむ☆ - お笑いタレント
- 西村歩乃果
- 旧野庭高校
  - 高島礼子 - 女優
  - 上遠野浩平 - 小説家・ライトノベル作家
  - 五十嵐夕紀 - 元歌手、元女優
- 旧横浜日野高校
  - 皆川大 - アメリカンフットボール選手
  - レジェンド松下 - 実演販売士
  - 小山千帆 - 衆議院議員